# Aulacus thoracicus
Aulacus thoracicus är en stekelart som beskrevs av John Obadiah Westwood 1841. Aulacus thoracicus ingår i släktet Aulacus och familjen vedlarvsteklar. Inga underarter finns listade.